# Vladiča
Vladiča – wieś (obec) na Słowacji położona w kraju preszowskim, w powiecie Stropkov. Pierwsze wzmianki o miejscowości pochodzą z 1340 roku.
Według danych z dnia 31 grudnia 2012 roku, wieś zamieszkiwało 60 osób, w tym 25 kobiet i 35 mężczyzn.
W 2001 roku rozkład populacji względem narodowości i przynależności etnicznej wyglądał następująco:
- Słowacy – 34,67%
- Czesi – 6,67%
- Rusini – 53,33%
- Ukraińcy – 2,67%

Ze względu na wyznawaną religię struktura mieszkańców kształtowała się w 2001 roku następująco:
- Katolicy rzymscy – 1,33%
- Grekokatolicy – 78,67%
- Ewangelicy – 1,33%
- Prawosławni – 16%
- Nie podano – 2,67%